# Monthois
Monthois är en kommun i departementet Ardennes i regionen Grand Est (tidigare regionen Champagne-Ardenne) i nordöstra Frankrike. Kommunen ligger  i kantonen Monthois som ligger i arrondissementet Vouziers. År 2022 hade Monthois 396 invånare.

## Befolkningsutveckling
Antalet invånare i kommunen Monthois
Referens: INSEE